# Végh Ferenc (irodalomtörténész)
Végh Ferenc (Budapest, 1929. február 9. - 2006. augusztus 11.) bibliográfus, irodalomtörténész, publicista, költő.

## Élete
Tisztviselő családból származott. 1939-ben költöznek Nógrádverőcéről Vácra. 1947-ben a váci piarista gimnáziumban érettségizett, majd 1952-ben végzett az Eötvös Loránd Tudományegyetem magyar-történelem szakán. 1952 augusztusától Vácott gyakorló történelemtanár a Közgazdasági Technikumban, majd ugyanott igazgatóhelyettes volt 1955. február 1-jéig. Ekkor lett a Magyar Tudományos Akadémia Irodalomtörténeti Dokumentációs Központjának, 1956. január 1-jétől az MTA Irodalomtörténeti Intézetének tudományos munkatársa.
1956. október 30-án a Vác Városi Nemzeti Forradalmi Tanácsba megválasztott pedagógus küldött, a Váci Nemzeti Forradalmi Bizottság és az 1956. november 14-én véglegesen megválasztott Vác Városi Forradalmi Nemzeti Bizottság tagja lett. Előzetes letartóztatásba került 1957. május vagy július végétől. 8 évi börtönbüntetésre és teljes vagyonelkobzásra ítélték. A Legfelsőbb Bíróság a büntetést háromévi börtönre, illetve ezer forint vagyonelkobzásra mérsékli, majd a közkegyelem alapján 1959. április 24-én szabadult. Ezt követően a Chinoin-gyárban dolgozott, majd 1962-től 1989-es nyugdíjazásáig a Budapesti Műszaki Egyetem Könyvtárának munkatársa volt. 
Tagja volt a Magyar Egyetemi és Főiskolai Egyesületek Szövetségének (MEFESZ) és a DISZ-nek. Úttörővezető és a Váci Járási Pedagógus Szakszervezet titkára volt. A helyi írókör tagja. Az Új Váci Napló szerkesztőbizottságának tagja. A Szent Anna Kórus tagja.
Írói álnevei: Dávid Ferenc, Novák István. Részt vett a 200 éves BME történetének megírásában.

## Művei
- 1966 Jókai Mór: A Damokosok. kritikai kiadás.
- 1969 A Budapesti Műszaki Egyetem történetének bibliográfiája I-II. (tsz. Hodinka László és Károlyi Zsigmond)
- 1969 Jókai Mór: A magyar nemzet története regényes rajzokban I-II. Kritikai kiadás (tkiad. Téglás Tivadar)
- 1975 A Budapesti Műszaki Egyetem Általános és Analitikai Kémiai Tanszékének 125 éves története. (tsz. Szabadváry Ferenc)
- 1976 Jókai Mór: Rákóczy fia. Kritikai kiadás
- 1979 Jókai Mór szájműtétje 1891-ben. Orvostörténeti közlemények 86, 129-130.
- 1981 Magyar felsőoktatás-történeti irodalom 1948-1979 (tsz. Ladányi Andor)
- 1982 Műegyetemi rektori beszédek
- 1982 A Műegyetem nagyjai
- 1987 A korai magyar mérnökképzés és Beszédes József. Hidrológiai Közlöny 67
- 2002 Párbaj a csatatéren: egy Jókai-hős nyomában. Dunaszerdahely

Áprily Lajoshoz és Karinthy Ferenchez írt levelei maradtak fenn.